# Chiara Cini
Pour les articles homonymes, voir Cini.
Chiara Cini, née le 29 décembre 1990, est une escrimeuse italienne, spécialiste du fleuret.

## Palmarès

### Jeux européens
- 2015 à Bakou (Azerbaïdjan)
  -  Médaille de bronze en fleuret par équipes

### Championnats d'Europe
- 2018 à Novi Sad (Serbie)
  -  Médaille d'or en fleuret par équipes

### Championnats du Monde
- 2018 à Wuxi (Chine)
  -  Médaille d’argent en fleuret par équipes